# Omar Harfouch
Pour les articles homonymes, voir Harfouch.
 (janvier 2025).
Il peut être nécessaire de l'améliorer pour respecter le principe de neutralité de point de vue. Veuillez consulter la page de discussion pour plus de détails.

Omar Harfouch est un pianiste-compositeur et homme d'affaires franco-libanais né le 20 avril 1969 à Tripoli au Liban. Propriétaire d'un groupe de communication en Ukraine, il est connu en France notamment pour sa participation à l'émission de téléréalité Je suis une célébrité, sortez-moi de là !, pour son activité dans le monde de la mode et par la presse people,.

## Biographie

### Formation
Omar Harfouch est d'origine libanaise, issu d'une famille d'enseignants. Son père « aurait été emprisonné pour ses positions anti-syriennes ». Il étudie le piano en Union soviétique au Conservatoire de Moscou, à la suite de l'obtention d'une bourse proposée par Gorbatchev. Il part ensuite pour Dnipropetrovsk, où son frère le rejoint, et y fait la connaissance de Leonid Koutchma.

### Carrière

#### Enrichissement en Ukraine
Avec l'appui de Vadim Rabinovitch, — qualifié par Le Point de « fil rouge de la « carrière » des deux frères » —, il tisse son réseau en Ukraine. À Kiev, il devient propriétaire, avec son frère Walid, du groupe de média Supernova, qui détient entre autres la première radio FM créée en Ukraine, la radio Supernova, et est éditeur et directeur de publication du magazine people en russe Paparazzi,. 
Il est « conseiller spécial » du président ukrainien Leonid Koutchma (1994 - 2005), selon un ancien préfet, avant de devenir un proche du président pro-russe Viktor Ianoukovytch, gérant sa communication. Durant plusieurs années, lui et son frère restent proches des hautes sphères du pouvoir ukrainien bien qu'installé à Paris depuis le milieu des années 1990. Il est également présenté comme un ami du Colonel Kadhafi et a des « contacts de haut niveau » avec Bachar-el-Assad.
Il organise, de 1997 à 2000, le concours Elite Model Look en Ukraine mais également dans d'autres pays comme la Libye. Par la suite, il fonde, avec son frère Walid, une société basée à Genève et chargée d'organiser en Ukraine des concours de beauté avec uniquement des votes émanant d'internautes,.

#### Implantation dans le milieu des médias en France
Sa participation à une émission organisée par Reporters sans frontières et Robert Ménard, en 2004, suscite des critiques sur sa proximité avec le Colonel Kadhafi, dictateur peu favorable à la liberté de la presse. Deux journalistes affirment ainsi avoir été directement confrontés à Omar Harfouch lors d'un reportage sur Khadafi en 2003.
Sans que personne ne sache réellement qui il est, Omar Harfouch se fait connaître du grand public en France en participant, en avril 2006, à l'émission de téléréalité Je suis une célébrité, sortez-moi de là ! au profit de Reporters sans frontières. Durant celle-ci, il affirme avoir été victime de « propos à caractère raciste » de la part de Marielle Goitschel. Les médias français s'intéressent alors à lui, et lui consacrent plusieurs émissions comme Capital et Zone interdite sur M6. Il participe également à des talks show, que ce soit chez Marc-Olivier Fogiel, chez Jean-Marc Morandini, Thierry Ardisson ou encore chez Laurent Ruquier. Cependant la presse, dont M6, en enquêtant, découvre sa mégalomanie et ses inventions concernant sa vie.
Peu après, avec Endemol, il organise le concours Miss Europe, initialement présenté sur TF1 mais que la chaîne avait décidé de vendre.
En mai 2006, après avoir participé à une émission de radio de Cauet diffusée sur Fun Radio, il porte plainte contre ce dernier pour diffamation et injures racistes pour des propos prononcés durant l'émission et repris par le magazine Entrevue en juillet 2006. Quelques mois plus tard, Cauet est reconnu coupable de diffamation publique envers un particulier et condamné à 500 euros d'amende et un euro de dommages et intérêts.
En 2010, Rue89 révèle qu'il est le propriétaire du site Indiscrets.com, sous le coup de quatre plaintes pour diffamation de personnalités de l'UMP dont Valérie Pécresse. Ces articles, au ton virulent, seraient liés selon le journal à un conflit politique entre des proches de Roger Karoutchi et Valérie Pécresse.
Selon Le Monde, Omar Harfouch s'achète des « portraits complaisants » dans la presse, afin d'être dépeint davantage comme un artiste que comme un homme d'affaires.
En 2023, il rachète le magazine Entrevue pour y employer d'anciens chroniqueurs de Cyril Hanouna. Cette revue est domiciliée dans un paradis fiscal, à Dubaï, à l'instar des autres activités d'Omar Harfouch. En 2024, Challenges remarque que ce magazine multiplie les enquêtes sur Antoun Sehnaoui, rival politique d'Omar Harfouch.

#### Entrée en politique au Liban
Le 30 août 2018, il accompagne une rencontre entre des sénateurs français et le président Michel Aoun sur le sujet des problèmes environnementaux à Tripoli.
En 2019, Omar Harfouch lance une pétition sur la plateforme Change.org demandant le gel des fonds publics libanais dans les banques européennes et demande la création d'un « gouvernement en exil ».
Le 4 septembre 2020, il rend hommage à Beyrouth, après les explosions qui ont ravagé la capitale libanaise, lors d'un concert au Sénat français.
En 2022, il se présente aux élections législatives libanaises dans la circonscription de Tripoli à la tête d'une liste intitulée « Troisième République », mettant en exergue la corruption du pouvoir libanais en place. Sa proximité avec le Premier ministre en place, Najib Mikati, qualifié d'« ami » et avec lequel Omar Harfouch a passé des vacances sur son yacht, suscite des critiques au cours de la campagne. Pendant les élections, à l'occasion d'un meeting, une foule déçue de ne pas recevoir de l'argent, qui aurait été promis sur les réseaux sociaux, l'agresse violemment : « une centaine de personnes sont montées sur le pupitre, des pierres sont lancées ». Il échoue finalement à être élu. 
En 2023, il est sous le coup de deux procédures au Liban avec mandat d’arrêt international pour être « entré en contact avec un État ennemi », la loi du pays interdisant tout contact entre Libanais et Israéliens, première procédure annulée peu après avec l'appui du comité des droits de l’homme de l’ONU. Najib Mikati, alors président du Conseil des ministres du Liban, dépose également plainte contre lui pour diffamation et calomnie, divulgation de la confidentialité de l’instruction, et incitation et provocation au conflit interne et sectaire. L'avocat d'Omar Harfouch, en réponse, dénonce des « procédures à des fins purement vexatoires et humiliantes ».

#### Proximités politiques en France
Il est proche de Robert Ménard dont il fait la connaissance dans les années 1990 et qui le qualifie d'« ami ». Fin 2016, il rencontre Marine Le Pen à Paris sur l’entremise de Vadim Rabinovitch appuyé par Yevheniy Mouraïev. Thierry Mariani et Roland Dumas sont les témoins de mariage, respectivement de lui et sa femme,. Il soutient par ailleurs Nathalie Goulet, finançant ses voyages en Ouzbékistan et aux Émirats arabes unis.

#### Carrière musicale et Concerto pour la Paix
Il est l'auteur de plusieurs concerts et chansons, tels que Fantaisie Orientale, qu'il joue au Louvre Abou Dabi et au Grand Seray à Beyrouth, Sauvez une vie, vous sauvez l'humanité, joué à la Commission européenne, ou encore le Concerto pour la Paix,, à Paris, où il réserve toutes les 1 500 places pour ses personnalités invitées, dont certaines sont rémunérés pour venir comme le révèle Le Canard enchaîné.
Le 5 septembre 2024, lors de la 81ᵉ édition du Festival international du film de Venise, Omar Harfouch reçoit le prix Best Achievement for Peace Award décerné par Kevin Costner. Cette distinction lui est attribuée en reconnaissance de son engagement en faveur des droits humains et des causes sociales.

#### Fortune
Il apparaît par ailleurs dans les Pandora Papers comme personne ayant profité de l'évasion fiscale. D'après Le Point, l'origine de sa fortune reste obscure, entre mégalomanie ou storytelling « très fluctuant » de la part d'Omar Harfouch, à l'image de la « vie romanesque » qu'il revendique. Le Monde questionne également le récit qu'Omar Harfouch fait de son enrichissement, ajoutant que « cette version peine à convaincre les initiés, qui soupçonnent des sources d'enrichissement plus souterraines ».

### Vie privée
Le 27 mars 2014, il se marie avec Yulia Lobova.

## AffaireElite
Dès le début des années 2000, Omar Harfouch dénonce les dérives d'une partie du monde du mannequinat. Il accuse notamment les dirigeants de l'époque de l'agence Elite d'avoir des comportements répréhensibles vis-à-vis de certaines très jeunes mannequins (harcèlement, agression, abus sexuels),. En 2002, il co-écrit avec Gabriel Libert, un livre l'Affaire Elite, dans lequel il revient plus précisément sur ses accusations, mais également sur les pressions et la campagne de diffamation lancée contre lui dans la presse en représailles de ses révélations. Cette campagne de déstabilisation se termine par plusieurs procès en diffamation. Omar Harfouch fait condamner pour diffamation le journal L'Express et son journaliste Renaud Revel, un journaliste de la Tribune de Genève, le magazine VSD[réf. nécessaire], ainsi que Geneviève de Fontenay.
L'agence Elite perd quant à elle le procès qu'elle avait intenté contre le magazine Capital, qui avait relayé les accusations lancées par Omar Harfouch,. Depuis, Gérald Marie, ex-patron de l'agence Elite, est visé par une enquête pour « agressions sexuelles et trois viols, dont un sur mineur ». Dans une interview pour le magazine Marianne, Omar Harfouch déclare « tout le monde savait » et il lance un appel « à toutes les femmes qui ont été victimes d’agressions sexuelles chez Elite ». Il se dit prêt à « les accompagner dans leur plainte ». En 2007, Frédéric Beigbeder le cite[pertinence contestée] dans son roman Au secours pardon, consacré au monde du mannequinat.
En 2015, Omar Harfouch publie le livre Models : le mannequin de A à Z, afin d'aider et d'accompagner les jeunes filles qui veulent se lancer dans cette carrière,.

## Ouvrages
- Omar Harfouch, Models : Le mannequinat de A à Z, Cherche Midi, 8 octobre 2015, 194 p. (ISBN 978-2-7491-4357-6, lire en ligne).
- Omar Harfouch, Mystères, scandales et... fortune, Paris, Pascal Petiot, 2006, 225 p. (ISBN 2-84814-044-5).
- Omar Harfouch et Gabriel Libert, L'affaire Élite, Le Cherche midi, 2002 (ISBN 2-7491-0018-6).